# Dido Armstrong
Dido Florian Cloud de Bounevialle O'Malley Armstrong, mer känd under sitt artistnamn Dido, född 25 december 1971 i London, är en brittisk sångerska och låtskrivare.

## Biografi
Didos debutalbum, No Angel, gavs ut i juni 1999 på Arista Records och lade grunden till hennes genombrott med singlarna "Thank You" och "Here with Me". Den första versen i låten "Thank You" samplades i den amerikanska rapparen Eminems låt "Stan" och i musikvideon syns båda artisterna. Det dröjde sedan fyra år innan Didos andra album, Life for Rent, utkom. Det innehöll singlarna "White Flag", "Life for Rent", "Don't Leave Home" och "Sand in My Shoes".
Dido har två gånger utsetts till "Bästa brittiska kvinnliga artist" på BRIT Awards, 2002 och 2004. Hon fick sitt absolut framgångsbetyg när hennes singel, "Here with Me", valdes ut att bli TV-serien Roswells soundtrack.

## Musikstil
Didos musik kan beskrivas som electronica- och folk-inspirerad pop och texterna handlar ofta om relationer och tidigare upplevelser. Det finns även mycket inslag av triphop. Inte minst på tredje albumet, Safe Trip Home, är det sorgsna dagböcker om stor saknad det rör sig om. Texterna skriver hon huvudsakligen tillsammans med sin äldre bror Rollo Armstrong. Musiken går att jämföra med snarlika kvinnliga popartister som Katie Melua och Natalie Imbruglia, fast med mer melankoli i rösten.

## Privatliv
Dido har varit förlovad med advokaten Bob Page. Några av låtarna på albumet No Angel tillägnas honom och låten "Thank You" var en hyllning till honom. 2010 gifte hon sig med manusförfattaren Rohan Gavin. De har en son född 2011.

## Diskografi

### Studioalbum
- 1999 – No Angel
- 2003 – Life for Rent
- 2008 – Safe Trip Home
- 2013 – Girl Who Got Away
- 2019 – Still on My Mind

### DVD
- 2005 – Live at Brixton Academy

### EP-skivor
- 2005 – Dido Live (Släppt exklusivt genom Itunes i samband med DVD:n Live at Brixton Academy.)

### Singlar
- 2001 – Here with Me
- 2001 – Thank You
- 2001 – Hunter
- 2001 – All You Want
- 2003 – White Flag
- 2003 – "Stoned"
- 2003 – Life for Rent
- 2004 – Don't Leave Home
- 2004 – Sand in My Shoes
- 2008 – Look No Further
- 2008 – Don't Believe in Love
- 2009 – Quiet Times
- 2009 – It Comes and It Goes